# 大型プロジェクト制度
大型プロジェクト制度（おおがたぷろじぇくとせいど）は、旧工業技術院にあった制度で、当初より産業政策の観点から日本の工業技術水準を飛躍的に向上させるために設けられた研究開発制度。旧通産省（現在の経済産業省）の政府予算などで賄われる補助金で研究開発を各企業や技術者などに委託している。
「航空機用ジェットエンジンの研究開発」（FJR710）や、「超高性能電子計算機の研究開発（プロジェクト）」（メインフレーム）などの成果があり、参加各企業間でのオープンソースを前提に大型予算がついた。1966年からコンピュータのメインフレームを手掛けた超高性能電子計算機プロジェクト、1976年からの超LSI技術研究組合による1MBのDRAM開発による半導体デバイスの世界シェアの席巻などは成功例として挙げられる。1984年からの坂村健の提唱したTRONプロジェクトは米国のOSとの協調の下、途中で頓挫したともされている。
1982年からの第五世代コンピュータプロジェクト、1985年からのΣプロジェクト、リアルワールドコンピューティングプロジェクトなどは失敗例として挙げられることも多い。2001年に半導体MIRAIプロジェクト、2007年には情報大航海プロジェクトなどが立ち上げられている。